# Jorge Teixeira
Jorge Filipe Avelino Teixeira (ur. 27 sierpnia 1986 w Lizbonie) – portugalski piłkarz występujący na pozycji obrońcy w klubie AVS Futebol SAD. 

## Kariera klubowa
Wychowanek Sporting CP, w swojej karierze grał także w takich zespołach jak Casa Pia AC, Odivelas FC, CD Fátima, Atromitos Jeroskipu, AEP Pafos, Maccabi Hajfa, FC Zürich, AC Siena, Standard Liège, Charlton Athletic FC oraz AVS Futebol SAD.

## Sukcesy
FC Zürich
- Puchar Szwajcarii: 2013/14